# Гривда
Гривда или Гры́вда (бел. Гры́ўда) — река в Ивацевичском и Слонимском районах Беларуси. Левый приток реки Щара. Длина реки — 85 км, площадь бассейна — 1330 км², расход воды в устье — 5,8 м³/с, средний уклон реки — 0,5 м/км.
На реке расположен город Ивацевичи.
Исток реки расположен около деревни Вороничи Слонимского района, течёт по Слонимской возвышенности.
Долина реки выражена, шириной 1—1,5 км, в верховье не выражена. Пойма двухсторонняя, заболоченная в среднем течении. Ширина поймы 0,4—0,8 км, в нижнем течении до 1,5 км. В отдельных местах пойма пересечена старицами и мелиоративными каналами. Русло реки на отдельных участках канализировано. Ширина русла в межень от 3-4 м в верховье до 20-30 м в нижнем течении. Берега крутые, высотой 1-2 м.
В верхнем течении течёт по Гродненской области, затем перетекает в Брестскую. Вплоть до города Ивацевичи генеральное направление течения — юго-восток, за городом река поворачивает на северо-восток.
Основные притоки: Булла, Булянка, Руднянка (левые); Бусяж (правый). Помимо них река принимает сток из большого числа мелиорационных каналов.
Помимо города Ивацевичи Гривда протекает через большое количество сёл и деревень, крупнейшие из которых: Мижевичи, Новодевятковичи, Урочь (Гродненская область); Гривда, Дубитово, Сеньковичи, Руда, Озерец, Холопья, Панки, Любищицы, Добринёво, Доманово, Вишнёвка (Брестская область). У деревни Вишнёвка впадает в Щару.